# Houyem Rassâa
Houyem Rassâa (arabe : هيام الرصاع) est une actrice tunisienne.
Elle est la mère d'Amine Limem.

## Filmographie

### Cinéma
- 2000 : La Saison des hommes de Moufida Tlatli : Zohra
- 2002 : Le Chant de la noria d'Abdellatif Ben Ammar : Zeinab

### Télévision
- 1992 : El Douar (ar) d'Abdelkader Jerbi : Hayet